# Domenico Bruschi

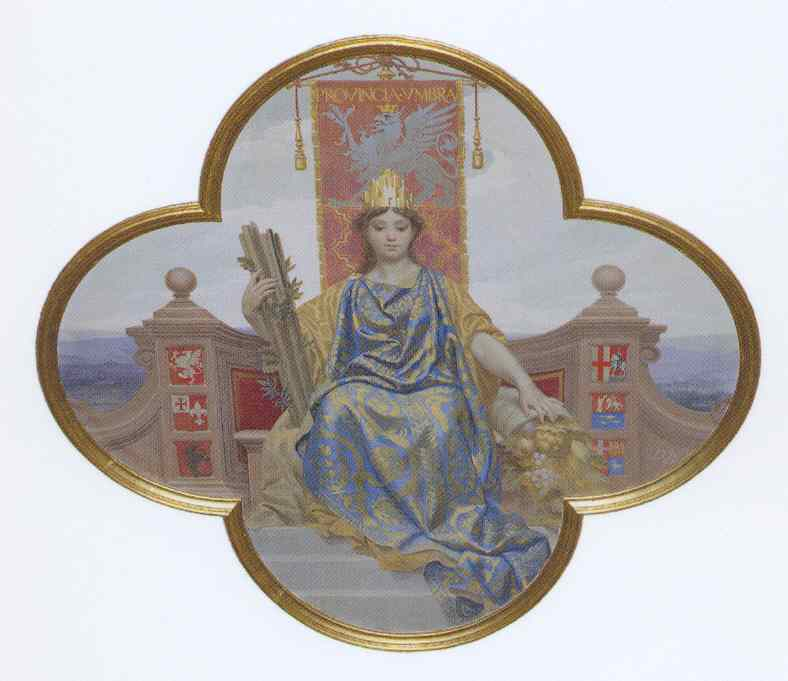
Personificatie van de regio Umbrië door Domenico Bruschi

Domenico Bruschi (Perugia, 13 juni 1840 - Rome 19 oktober 1910) was een Italiaans kunstschilder en vervaardiger van mozaïek.

## Leven en werk
Bruschi ontving zijn schilderopleiding aan de Accademia di Belle Arti "Pietro Vannuci" di Perugia. Hij was een leerling van Stefano Ussi en later leraar van Pier Antonio Gariazzo. Hij heeft schilderijen gemaakt, fresco's geschilderd, interieurs gedecoreerd en mozaïek vervaardigd. Bruschi heeft o.a. gewerkt in Rome, Perugia, Assisi en Florence. Van 1862-1868 werkte hij in Engeland.
Bruschi heeft samen met Cecrope Barilli, Cesare Biseo, Pio Joris en Francesco Jacovacci de ruime expositieruimten van de Associazione Artistico Internazionale aan de Via Condotti in Rome gedecoreerd.
Bruschi heeft aan de buitenzijde van de Transito-kapel (sterfkamer van Franciscus van Assisi) in de Basilica di Santa Maria degli Angeli de fresco "De Transito geschilderd.
- Gemeinsame Normdatei: 137430841
- International Standard Name Identifier: 0000 0000 6688 0718
- Library of Congress Control Number: nr93028250
- Nationale Bibliotheek van Israël: 987007317436505171
- RKD-Nederlands Instituut voor Kunstgeschiedenis: 248976
- Istituto Centrale per il Catalogo Unico: RAVV108022
- SNAC: w6w45p3s
- Union List of Artist Names: 500042236
- Virtual International Authority File: 56484231
- WorldCat: E39PBJhH4ryxf7yCgT8kTqY9Dq